# 提燈妖怪

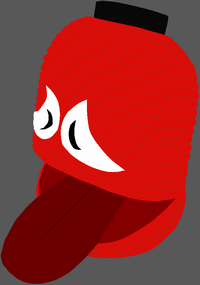
提燈妖怪

提燈妖怪（提灯お化け）是日本的提燈妖怪，類似的有「提燈小僧」等。

## 概要

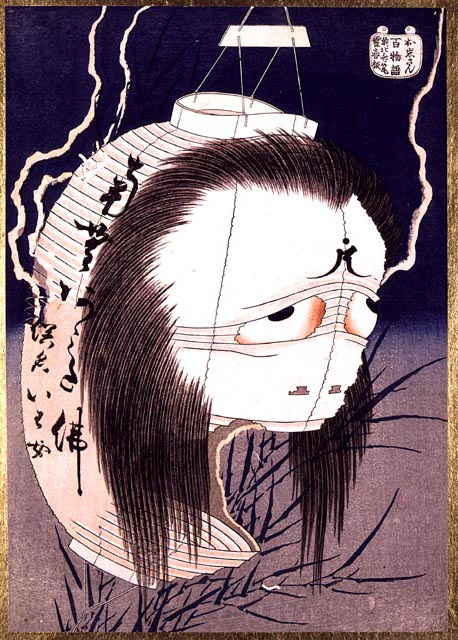
葛飾北齋『百物語』「阿岩」

一般的外型是提燈上下切開，切口部分如同嘴巴吐出長舌，提燈的上半部有一目或二目。
在江戶時代的繪畫有桶型、小田原提燈型等造型。鳥山石燕的『百器徒然袋』也有稱作不落不落的提燈型妖怪。
另外，因葛飾北齋的『百物語』「阿岩」等江戶時代後期的浮世繪而廣為人知。其起源是歌舞伎『東海道四谷怪談』（1825年）中，被伊右衛門殺害的阿岩之靈從提燈顯現等表演，所以也稱提燈阿岩。

## 傳承
在山形縣，往昔有一持有舊提燈的神社出現提燈妖怪嚇人，之後將舊提燈處理掉，提燈妖怪就不再出現。

## 脚注
1. ↑  湯本豪一『妖怪あつめ』角川書店、2002年、口絵3 『百物語ばけもの双六』
2. ↑  湯本豪一『百鬼夜行絵巻―妖怪たちが騒ぎだす』小学館 2005年
3. ↑  高田衛監修 稲田篤信・田中直日編『鳥山石燕 画図百鬼夜行』国書刊行会、1992年
4. ↑  服部幸雄『さかさまの幽霊 <視>の江戸文化論』平凡社 1989年
5. ↑  京極夏彦・多田克己・久保田一洋編著『北斎妖怪百景』国書刊行会、2004年
6. ↑  . 山形弁の昔話と山形情報 - やまがたinfo.com.   [2010-01-04]. （原始内容存档于2016-03-09）.

## 關連項目
- 唐傘小僧